# Cristóbal Lozano
Cristóbal Lozano Sánchez (Hellín, Albacete, 26 de diciembre de 1609-Toledo, 3 de octubre de 1667) fue un narrador, dramaturgo, poeta y sacerdote del Siglo de Oro español, muy popular en su tiempo como autor de novelas cortas, pero también muy reimpreso y leído incluso en los siglos XVIII y XIX, cuando su historia de Lisardo, incluida en Soledades de la vida..., fue rehecha por el romántico José de Espronceda en su poema narrativo El estudiante de Salamanca (1840), aunque sin duda fue el poeta y dramaturgo romántico José Zorrilla el que más argumentos tomó de él para sus leyendas y dramas. Para Begoña Ripoll es, con Francisco de Quintana, «uno de los escritores barrocos más injustamente olvidados».

## Biografía
De origen humilde y familia numerosa (tenía cinco hermanos), fue en su juventud ayudante de carpintero, siguiendo en ese oficio a su padre, que era además alfarero. Sus abuelos paternos procedían de Oropesa. Pero como diversos religiosos de su lugar notaron su facilidad para el estudio, fue enviado al seminario de Alcalá de Henares. Allí tuvo por condiscípulo y amigo a Pedro Portocarrero, quien más tarde le protegió. Por entonces empezó a escribir novelas para una joven dama llamada Serafina, que más tarde sus familiares recogieron y publicaron. En 1634 ya estaba licenciado y residía en Hellín; se ordenó y fue párroco en la localidad toledana de Lagartera; en 1635 marchó a Valencia; en 1640 se doctoró en Teología en Alcalá. De 1641 a 1645 fue ecónomo, vicario y comisario de la Santa Cruzada en la villa de Hellín y su partido y de 1646 a 1650 ocupó el cargo de procurador fiscal del obispado de Murcia y de comisario de la Inquisición. En 1664 se estableció en Toledo, donde fue capellán de los Reyes Nuevos y allí falleció en 1667, aunque por su voluntad expresa sus restos descansan en el convento de frailes franciscanos de Hellín.
Dominó las lenguas clásicas, el francés y el italiano y llegó a acumular una biblioteca muy envidiada por sus contemporáneos. En efecto, las fuentes de sus narraciones son muy varias y diversas: las Gesta Romanorum, Tomás de Cantimpré, la Leyenda áurea, el Especulum exemplorum, las Mil y una noches, la Crónica general de España de Florián de Ocampo, la Historia de los reyes godos de Julián del Castillo, diversos mitógrafos grecolatinos, la Sylva variarum concionum de Juan Osorio, la Historia de España de Juan de Mariana, el Parnaso Antártico de Diego Mexía, la Crónica troyana del siglo XV, la Historia universal y sagrada, y la Filosofía secreta de Juan Pérez de Moya, aparte de, por supuesto, la Biblia.
Escribió algunas comedias y versos y fue amigo de Lope de Vega y de sus discípulos Juan Pérez de Montalbán y Pedro Calderón de la Barca, así como del escritor eclesiástico fray Diego Niseno.

## Obras
- Historias y leyendas, ed. de Joaquín de Entrambasaguas, Madrid: Clásicos Castellanos, 1943, 2 vols.

### Didáctico-morales
- Flores Sacramentorum (Valencia, 1635), colección de dichos memorables sobre los sacramentos, de la que no queda ningún ejemplar.
- Marial, una colección de discursos marianos inédita y perdida.
- El Buen Pastor, espejo de curas y sacerdotes (Tortosa, 1641), manual de formación moral del sacerdote.

### Narrativas
- Las persecuciones de Lucinda, dama valenciana, y trágicos sucesos de don Carlos (1638).
- Soledades de la vida y desengaños del mundo. Novelas y comedias ejemplares (Madrid, Mateo Fernández a costa de Francisco Serrano de Figueroa, 1663), atribuida en portada a Gaspar Lozano, contiene una novela de aventuras dividida en cuatro "soledades" con novelas intercaladas y seis piezas teatrales. Hubo una importante reedición dieciochesca (Barcelona, 1792) y existe ed. facsímil del Instituto de Estudios Albacetenses, 1998.
- Soledades de la vida y desengaños del mundo. Novelas ejemplares, póstuma y ya con Cristóbal Lozano como autor reconocido (Madrid, Andrés García de la Iglesia a costa de Francisco Serrano Figueroa, 1672), contiene las "novelas a la señora doña Serafina": "El amor más mal pagado y mujer menos constante", "Todo es trazas",  "Buscar su propia desdicha", "Pasar mal por querer bien" y "El muerto celoso"; también se reedita la novela larga con novelas intercaladas Persecuciones de Lucinda, por lo que recoge la narrativa de ficción completa. Con la misma estructura se vuelve a editar en Madrid, por Francisco Sanz Impresor del reino y portero de cámara de Su Majestad, a costa de Francisco serrano de Figueroa, familiar y notario del Santo Oficio y mercader de libros en la Calle Mayor, en 1692 (en la portada figura 1662 por haberse dado la vuelta el 9).

### Narrativa de tema bíblico, histórico y legendario
- Trilogía de David
- 1.ª David perseguido (tres partes: 1652, 1659 y 1661)
- 2.ª El rey penitente David arrepentido (1656)
- 3.ª El gran hijo de David más perseguido (tres partes: 1663, 1665 y 1673)
- Los Reyes Nuevos de Toledo (1667), biografías de los monarcas enterrados en la Capilla de los Reyes Nuevos de Toledo. A propósito de esta obra Moratín, en la trifulca que se produce entre los escritores de Apolo y los pedantes, escribe: "Bartolomé Leonardo cayó al suelo sin sentido de un golpazo que le dieron [los pedantes] con los Reyes Nuevos del famoso Lozano [que formaría parte de los pedantes]".[6]

### Teatrales
- Los trabajos de David y finezas de Micol
- Los amantes portugueses y querer hasta morir
- Herodes ascalonita y la hermosa Mariana
- El estudiante de día y galán de noche
- En mujer venganza honrosa
- Los pastores de Belén, auto sacramental.